# Siccità nordamericana del 1988-1990
La siccità nordamericana del 1988-1990 è stata uno dei peggiori episodi di siccità negli Stati Uniti d'America. Si è trattato di un periodo di prolungata mancanza di pioggia che ha colpito diverse zone del Canada e degli Stati Uniti a partire dalla primavera del 1988 e che si è conclusa solo fra il 1989 e il 1990 a seconda delle zone. I danni causati dalla siccità sono stati di quasi 60 miliardi di dollari sia negli Stati Uniti che in Canada. Ciò equivale a una cifra compresa tra 134 e 137 miliardi di dollari in dollari americani del 2022.
Le condizioni dovute alla siccità hanno scatenato alcune delle peggiori tempeste di polvere dal Dust Bowl degli anni 1930 in molte aree; in altre, tempeste di polvere tali non si vedevano dal 1977. Le peggiori tempeste di polvere sono avvenute nelle Grandi Pianure e nel Midwest. In particolare, una prolungata tempesta di polvere nei mesi di febbraio e marzo 1988 ha portato alla chiusura di scuole e aziende in tutte le regioni colpite. Nella primavera del 1988, diverse stazioni meteorologiche registrarono minimi storici di precipitazioni, con assenza di neve, grandine o pioggia in numerose località. Un esempio sono i quasi 55 giorni senza precipitazioni che iniziarono nel febbraio 1988 e durarono fino a marzo nella regione di Milwaukee, nel Wisconsin.
Il fenomeno ha preso inizio a seguito di una minore secchezza che aveva attraversato gli Stati Uniti sud-orientali il precedente inverno (1986-1987, anche se un El Niño era in corso durante quel periodo). Una fortissima La Niña ha iniziato a svilupparsi a fine inverno/inizio primavera 1988, portando un clima arido.
Durante l'estate si sono sviluppate diverse forti ondate di calore, simili a quelle della tarda primavera del 1934, della metà della primavera del 1936 e della primavera del 1983. Il bilancio delle continue e costanti ondate di calore è stato di circa 4000 morti, anche se molte stime parlano di poco meno di 17.000 decessi. Inoltre, la siccità portò a numerosi incendi selvaggi nel parco nazionale di Yellowstone proprio in quella stessa estate del 1988 e in altre aree del Nord America settentrionale e occidentale. Oltre al nord negli Stati Uniti centro-occidentali, la zona nord-orientale, i Grandi Laghi, le Grandi Pianure e le Montagne Rocciose, anche diverse pianure meridionali erano state colpite da siccità e caldo.
La siccità ha distrutto le coltivazioni su scala nazionale (o, nella migliore delle ipotesi, causato coltivazioni al di sotto degli standard). Inoltre, un numero enorme di città e contee hanno imposto, durante tutto il periodo di secchezza, restrizioni sull'accesso alle risorse idriche.
Al suo apice, la siccità del 1988-1990 ha toccato circa il 45% degli Stati Uniti. Si tratta di una percentuale di gran lunga inferiore alla siccità del Dust Bowl, che colpì il 70% del territorio statunitense. La siccità del 1988-1990, tuttavia, non solo ha rappresentato il più costoso evento di questo tipo nella storia degli Stati Uniti, ma è stato il disastro naturale più costoso della storia, prima dell'uragano Katrina del 2005.
Per diverse ragioni, la catastrofica siccità continuò negli stati di Midwest settentrionale e delle Grandi Pianure settentrionali durante il 1989, e non terminò ufficialmente fino al 1990. Le condizioni di aridità sono continuate durante tutto il 1989, interessando Iowa, Illinois, Missouri, parti del Nebraska, Minnesota, Kansas e grandi porzioni del Colorado.